# Catherine Suire
Catherine Suire (Antananarivo, 15 settembre 1959) è un'ex tennista francese.

## Carriera
In carriera ha vinto 8 titoli di doppio. Nei tornei del Grande Slam ha ottenuto il suo miglior risultato all'Open di Francia raggiungendo i quarti di finale di doppio nel 1988 e nel 1989, e di doppio misto nel 1990.
In Fed Cup ha disputato un totale di 9 partite, vincendone 5 e perdendone 4.

## Statistiche

### Doppio

#### Vittorie (8)
| Numero | Anno | Torneo                                    | Superficie  | Compagna          | Avversarie in finale                   | Punteggio     |
| 1.     | 1985 | Brighton International, Brighton          | Sintetico   | Lori McNeil       | Barbara Potter Helena Suková           | 4-6, 7-6, 6-4 |
| 2.     | 1987 | Internationaux de Strasbourg, Strasburgo  | Terra rossa | Jana Novotná      | Kathleen Horvath Marcella Mesker       | 6-0, 6-2      |
| 3.     | 1987 | San Diego Open, San Diego                 | Cemento     | Jana Novotná      | Elise Burgin Sharon Walsh              | 6–3, 6–4      |
| 4.     | 1988 | Virginia Slims of Oklahoma, Oklahoma City | Cemento     | Jana Novotná      | Catarina Lindqvist Tine Scheuer-Larsen | 6–4, 6–4      |
| 5.     | 1988 | Internazionali d'Italia, Roma             | Terra rossa | Jana Novotná      | Jenny Byrne Janine Thompson            | 6–3, 4–6, 7–5 |
| 6.     | 1988 | WTA Nice Open, Nizza                      | Terra rossa | Catherine Tanvier | Isabelle Demongeot Nathalie Tauziat    | 6–4, 4–6, 6–2 |
| 7.     | 1992 | Cesena Championship, Cesena               | Sintetico   | Catherine Tanvier | Sabine Appelmans Raffaella Reggi       | WALKOVER      |
| 8.     | 1993 | Pattaya Women's Open, Pattaya             | Cemento     | Cammy MacGregor   | Patty Fendick Meredith McGrath         | 6–3, 7–6      |